# 1924 en sport

Cet article présente les faits marquants de l'année 1924 en sport.

## Automobile
- Le Belge Jacques Edouard Ledure remporte le Rallye automobile Monte-Carlo sur une Bignan.
- 24 heures du Mans : Bentley Motors gagne les 24 Heures avec les pilotes Duff et Clément.
- 30 mai : 500 miles d'Indianapolis. Les pilotes américains Lora Corum (en) et Joe Boyer s'imposent sur une Duesenberg.
- 3 août : Grand Prix de France à Lyon. Le pilote italien Giuseppe Campari s'impose sur une Alfa Romeo.
- 19 octobre : Grand Prix d'Italie à Monza. Le pilote italien Antonio Ascari s'impose sur une Alfa Romeo.

## Baseball
- Les Washington Senators remportent les World Series face aux New York Giants.
- Rogers Hornsby établit le record des ligues majeures en frappant 0,424 pendant la saison.
- Première édition des World Series noires entre les champions de la Negro National League et de la Eastern Colored League. Les Kansas City Monarchs (NNL) s'mposent face au Hilldale Club (ECL) par 5 victoires à 4.

## Basket-ball
- Le Foyer Alsacien Mulhouse champion de France.

## Cyclisme
- Le Belge Jules Van Hevel s’impose sur le Paris-Roubaix.
- Tour de France (22 juin - 20 juillet) : l’Italien Ottavio Bottecchia s’impose devant le Luxembourgeois Nicolas Frantz et le Belge Lucien Buysse.
  - Articlé détaillé : Tour de France 1924

## Football
- 13 avril : l’Olympique de Marseille remporte sa première Coupe de France en battant le FC Sète 3-2, après prolongations.
- Rangers est champion d’Écosse.
- Huddersfield Town FC est champion d’Angleterre.
- 19 avril : Airdrie United FC remporte la Coupe d’Écosse face à Hibernian FC, 2-0.
- 26 avril : Newcastle UFC remporte la Coupe d’Angleterre face à Aston Villa, 2-0
- 4 mai : Real Union Club Irun remporte la Coupe d’Espagne face au Real Madrid, 1-0.
- 11 mai : le FC Zurich est champion de Suisse.
- Beerschot est champion de Belgique.
- 9 juin : 1.FC Nuremberg est champion d’Allemagne en s'imposant 2-0 en finale nationale face à Hambourg SV.
- 9 juin : l'équipe d'Uruguay remporte le tournoi olympique en s'imposant en finale face à l'équipe de Suisse, 3-0.
- 7 août : fondation du club péruvien de Universitario de Deportes.
- 23 août : fondation de l'Association sportive de Monaco.
- 7 septembre : Genoa est champion d’Italie.
- 28 décembre : Boca Juniors est champion d’Argentine.
  - Article détaillé : 1924 en football

## Football américain
- Canton Bulldogs champion de la National Football League. Article détaillé : Saison NFL 1924.

## Football canadien
- Coupe Grey : Université Queen's 11, Balmy Beach de Toronto 3.

## Golf
- L’Américain Walter Hagen remporte le British Open.
- L’Américain Chris Walker remporte l’US Open.
- L’Américain Walter Hagen remporte le tournoi de l’USPGA.

## Hockey sur glace

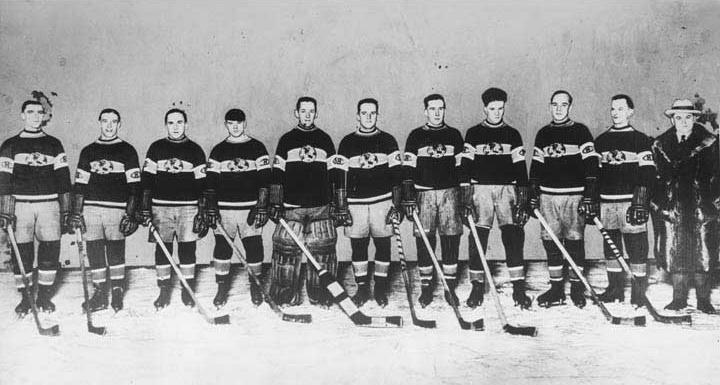
L'équipe des Canadiens de Montréal après avoir remporté la Coupe Stanley en 1924.

- Les Canadiens de Montréal remportent la Coupe Stanley 1924.
- Le Canada remporte le tournoi olympique et devienne donc par la même occasion champion du monde.
- HC Château d'Œx champion de Suisse (Ligue Internationale).
- HC Rosey Gstaad champion de Suisse (Ligue Nationale).
- 17 mars : La France remporte le championnat d'Europe devant la Suède.

## Jeux olympiques
- Jeux olympiques d'été à Paris (France) dont les compétitions se tiennent entre le 3 mai et le 27 juillet.
  - Article de fond: Jeux olympiques d'été de 1924.
- Premiers Jeux olympiques d'hiver à Chamonix (France) dont les compétitions se tiennent entre le 25 janvier et le 5 février. 258 participants s'affrontent dans seize épreuves devant plus de trente-deux mille spectateurs. Parmi les épreuves : le ski alpin, le combiné nordique, le bobsleigh, le curling, le hockey sur glace, le patinage artistique et le saut à ski.
  - Article de fond: Jeux olympiques d'hiver de 1924.

## Joute nautique
- Henri Arnal (dit la prestance) remporte le Grand Prix de la Saint-Louis à Cette.

## Moto
- Bol d'or : le Français Francisquet gagne sur une Sunbeam.

## Rugby à XV
- L’Angleterre remporte le Tournoi en signant un Grand Chelem.
- Le Stade toulousain est champion de France.
- Le Cumberland champion d’Angleterre des comtés.

## Tennis
- championnat de France :
  - Le Français Jean Borotra s’impose en simple hommes.
  - La Française Julie Vlasto s’impose en simple femmes.
- Tournoi de Wimbledon :
  - Le Français Jean Borotra s’impose en simple hommes.
  - La Britannique Kathleen Godfree s’impose en simple femmes.
- championnat des États-Unis :
  - L’Américain Bill Tilden s’impose en simple hommes.
  - L’Américaine Helen Wills s’impose en simple femmes.
- Coupe Davis : les États-Unis battent l'Australasie : 5 - 0.

## Naissances
- 6 janvier : Nelson Paillou, handballeur français qui a été président du comité national olympique et sportif français. († 17 novembre 1997).
- 12 janvier : Olivier Gendebien, pilote automobile belge. († 2 octobre 1998).
- 13 janvier : Ron Tauranac, ingénieur automobile australien naturalisé britannique († 17 juillet 2020).
- 11 février : Budge Patty, joueur de tennis américain
- 5 mars : Roger Marche, footballeur français († 1er novembre 1997).
- 15 avril : Lieuwe Steiger, footballeur néerlandais. († 17 octobre 2006).
- 3 mai : Ken Tyrrell, pilote automobile britannique, fondateur et directeur sportif de l'écurie de Formule 1 Tyrrell. († 25 août 2001).
- 18 juin : George Mikan, joueur de basket-ball américain. († 1er juin 2005).
- 21 juin : Max McNab, joueur de hockey sur glace canadien. († 2 septembre 2007).
- 1er août : Frank Worrell, joueur de cricket barbadien, (51 sélections en test cricket de 1948 à 1963, équipe des Indes occidentales). († 13 mars 1967).
- 5 août : Kéba Mbaye, juriste sénégalais, président du Tribunal arbitral du sport, ancien vice-président du CIO. († 11 janvier 2007).
- 6 août : Vic Roberts, joueur anglais de rugby à XV. († 17 mars 2004).
- 12 août : Derek Shackleton, joueur de cricket britannique. († 28 septembre 2007).
- 11 septembre : Tom Landry, entraîneur de Football US américain. († 12 février 2000).
- 22 septembre : Bernard Gauthier, coureur cycliste français, qui fut professionnel de 1947 à 1961.
- 11 octobre : Mal Whitfield, athlète américain († 19 septembre 2015).
- 20 octobre : Claude Collard, judoka et dirigeant sportif français. Fondateur du CNOSF. († 26 juillet 2007).
- 24 octobre : Claude Netter, escrimeur français, Champion olympique de fleuret par équipe aux Jeux d'Helsinki en 1952. († 13 juin 2007).
- 13 décembre : Pierre Flamion, footballeur, puis entraîneur français. († 3 janvier 2004).